# 홍성수 (야구인)
홍성수(1982년 2월 5일 ~ )는 대한민국의 전 야구 선수다.

## 출신 학교
- 서울고등학교
- 탐라대학교

## 등번호
- 61 (2005-2006)